# Luka PKB

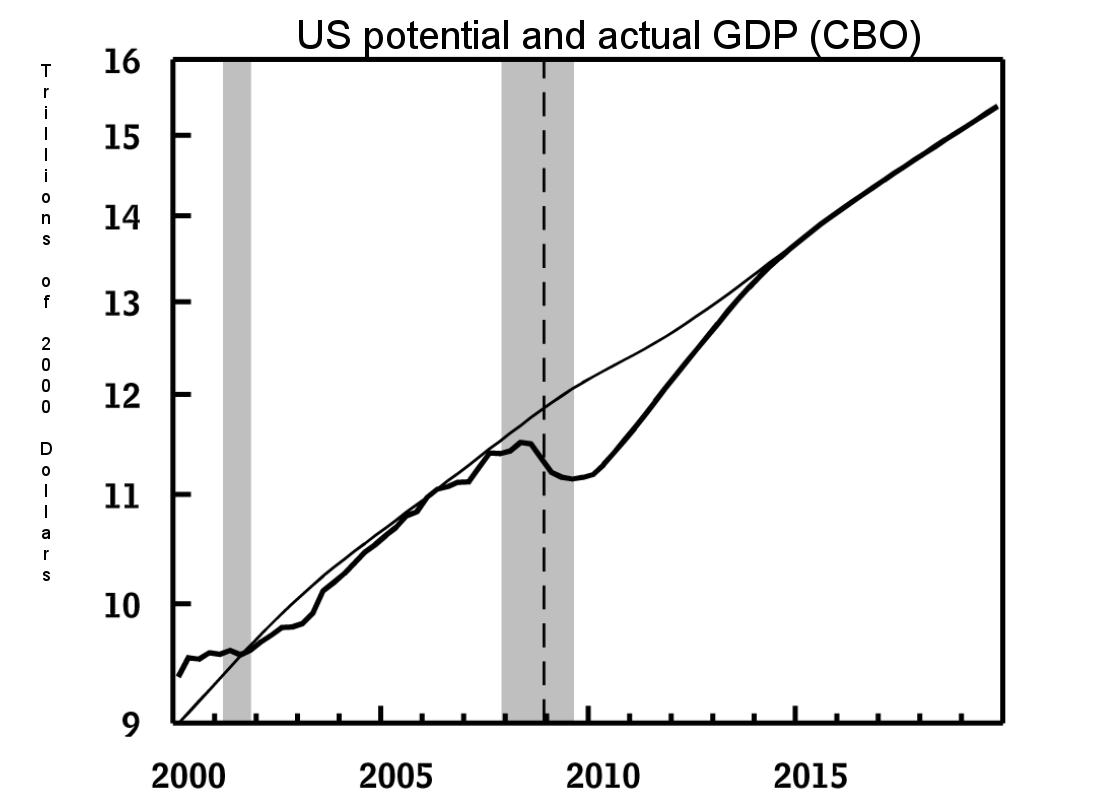
Luka PKB w Stanach Zjednoczonych Gruba czarna linia to PKB realne, natomiast cieńsza czarna linia przedstawia PKB potencjalne

Luka PKB - różnica pomiędzy PKB potencjalnym a PKB realnym, wynikająca z niepełnego zatrudnienia (zatrudnienia poniżej poziomu bezrobocia naturalnego). Wyrażana jest w procentach. 
Pojęcie luki PKB związane jest z Prawem Okuna, głoszącym iż wraz ze wzrostem bezrobocia przymusowego spada PKB (PNB).